# Hôtel des Brasseurs
L'Hôtel des Brasseurs est un édifice qui fait partie du vaste ensemble architectural de style néo-classique de la place Royale de Bruxelles construit entre 1775 et 1782 par les architectes français Jean-Benoît-Vincent Barré et Barnabé Guimard à l'époque des Pays-Bas autrichiens.
L'aile orientée vers la place Royale intègre l'Hôtel Gresham tandis que l'aile disposée le long de la rue de la Régence est également appelée Hôtel d'Argenteau.

## Localisation
L'Hôtel des Brasseurs est situé à l'angle de la place Royale et de la rue de la Régence à Bruxelles. Il occupe plus précisément le n°3 de la place Royale (Hôtel Gresham) et le n°1 de la rue de la Régence (Hôtel d'Argenteau).

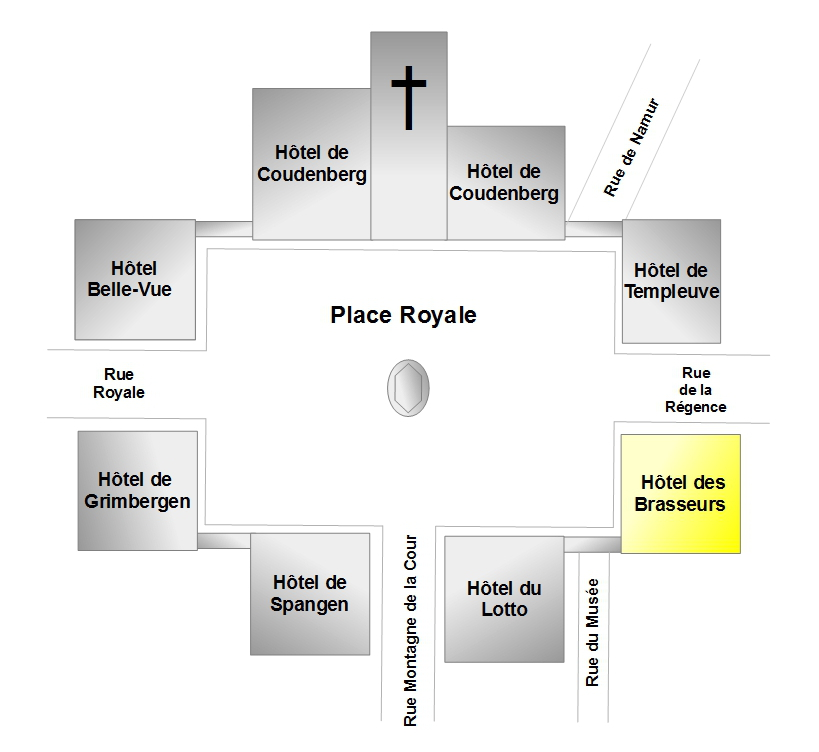
Situation de l'Hôtel des Brasseurs sur la place Royale.

## Historique

### Historique de la place Royale

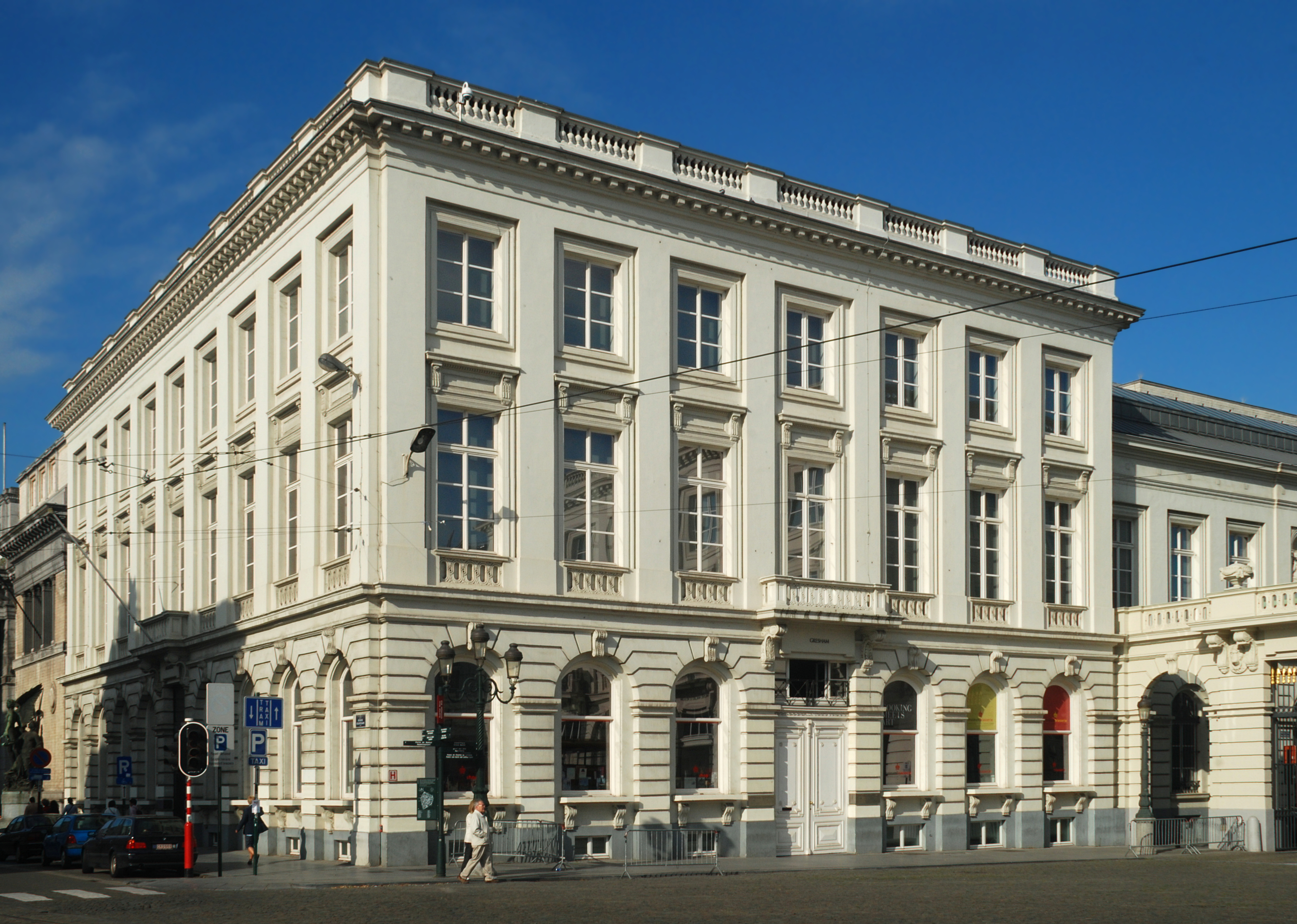
Hôtel des Brasseurs : façade de l'Hôtel Gresham.

Au XVIIIe siècle, les autorités autrichiennes souhaitent édifier à l'emplacement de l'ancien palais du Coudenberg, incendié en 1731, une place monumentale inspirée des modèles français tels la place Stanislas de Nancy (1755) et la place Royale de Reims (1759).
Le projet est approuvé en 1774 par l'impératrice Marie-Thérèse d'Autriche, qui autorise la démolition du palais.
En 1776, le projet devient un plan urbanistique monumental comportant huit pavillons, qui est confié aux architectes français Jean-Benoît-Vincent Barré, qui conçoit le projet de base, et Barnabé Guimard, qui assure la réalisation des plans détaillés.
En raison des coûts élevés, le gouvernement fait appel à l'abbaye du Coudenberg, à l'abbaye de Grimbergen, à la corporation des Brasseurs, à la Loterie impériale et royale des Pays-Bas ainsi qu'à des particuliers comme le comte de Spangen, la comtesse de Templeuve et le marchand de vins Philippe de Proft,.

### Historique de l'Hôtel des Brasseurs

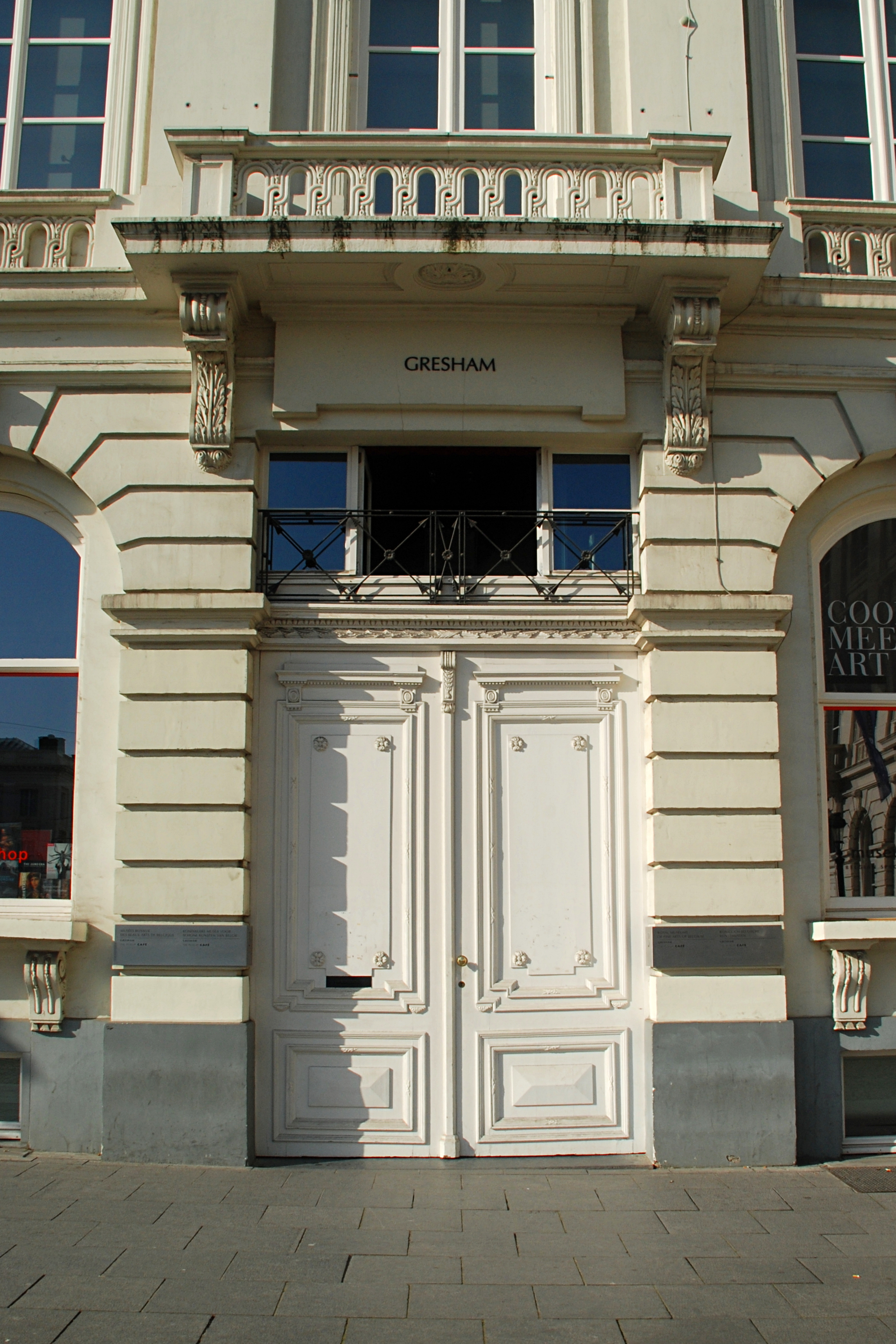
Hôtel des Brasseurs : porte de l'Hôtel Gresham.

L'Hôtel des Brasseurs est  édifié à partir de 1780 pour la Guilde des Brasseurs après rachat de l'ancien Hôtel de Merode ou Hôtel de Rubempré.
Il est divisé en deux sous le Régime français.
La partie située le long de la rue de la Régence et intégrant les 3 travées de gauche de la place Royale était initialement fort différente de ce que l'on peut voir actuellement : après des transformations intérieures des travées de la place Royale pour la « Compagnie des Indes » en 1909 et pour la « Taverne de la Régence » en 1912-1913, ce n'est qu'en 1928 que la façade de la rue de la Régence acquiert son aspect actuel.
Quant à la partie correspondant aux quatre travées de droite de la place Royale, son intérieur est profondément modifié en 1900-1901 pour être réaménagé en style Art nouveau par l'architecte Léon Govaerts pour abriter le siège de la Gresham Life Assurance Society Limited, d'où le nom d'Hôtel Gresham que l'on donne actuellement à cette partie du bâtiment.
Depuis 1965-1967, les deux parties du bâtiment sont intégrées au Musée Oldmasters (ex-Musée royal d'Art ancien).

## Architecture

### Maçonneries
L'Hôtel des Brasseurs présente des façades enduites et peintes en blanc comme tous les pavillons de la place Royale ainsi que la plupart des immeubles néo-classiques dessinés par Guimard autour du Parc de Bruxelles (Hôtel Errera, Hôtel de Ligne, Hôtel Empain, le « Lambermont »…).
Ceci résulte de l'édit du gouvernement de 1781 qui ordonnait d'enduire les façades de tous les pavillons de la place Royale.

### Façades
Le bâtiment, de trois niveaux, présente sept travées le long de la place Royale et neuf le long de la rue de la Régence.
Le rez-de-chaussée est rythmé par une succession d'arcades cintrées à imposte et clé d'arc à perles et volutes, séparées par une maçonnerie à bossages plats et à lignes de refend. Autour de l'arc des arcades, les bossages adoptent un profil rayonnant, typique de l'architecture néo-classique. Dans chaque baie cintrée est inscrite une fenêtre à arc surbaissé possédant un appui de fenêtre supporté par deux corbeaux à motif de gouttes et rudentures.
Séparé du rez-de-chaussée par un entablement, le premier étage est percé de hautes fenêtres rectangulaires à meneau et traverse de bois. Ces fenêtres, à l'encadrement mouluré, sont ornées à leur base d'une allège à balustrade et à leur sommet d'un petit entablement à frise de denticules soutenu par des consoles rectangulaires.
Le deuxième étage est percé de fenêtres plus petites dont l'ornementation se réduit à un encadrement mouluré et sommé d'une corniche en forte saillie soutenue par des modillons rectangulaires, elle-même surmontée d'une balustrade en attique.
La travée centrale de chacune des façades est percée d'une porte (en fer forgé pour l'Hôtel d'Argenteau et en bois pour l'Hôtel Gresham) surmontée d'une grande fenêtre d'imposte et d'un cartouche marqué « Argenteau » pour l'une et « Gresham » pour l'autre. La fenêtre située au-dessus de chaque porte est précédée d'un balcon à balustrade de pierre soutenu par des consoles ornées de volutes et de feuilles d'acanthe.

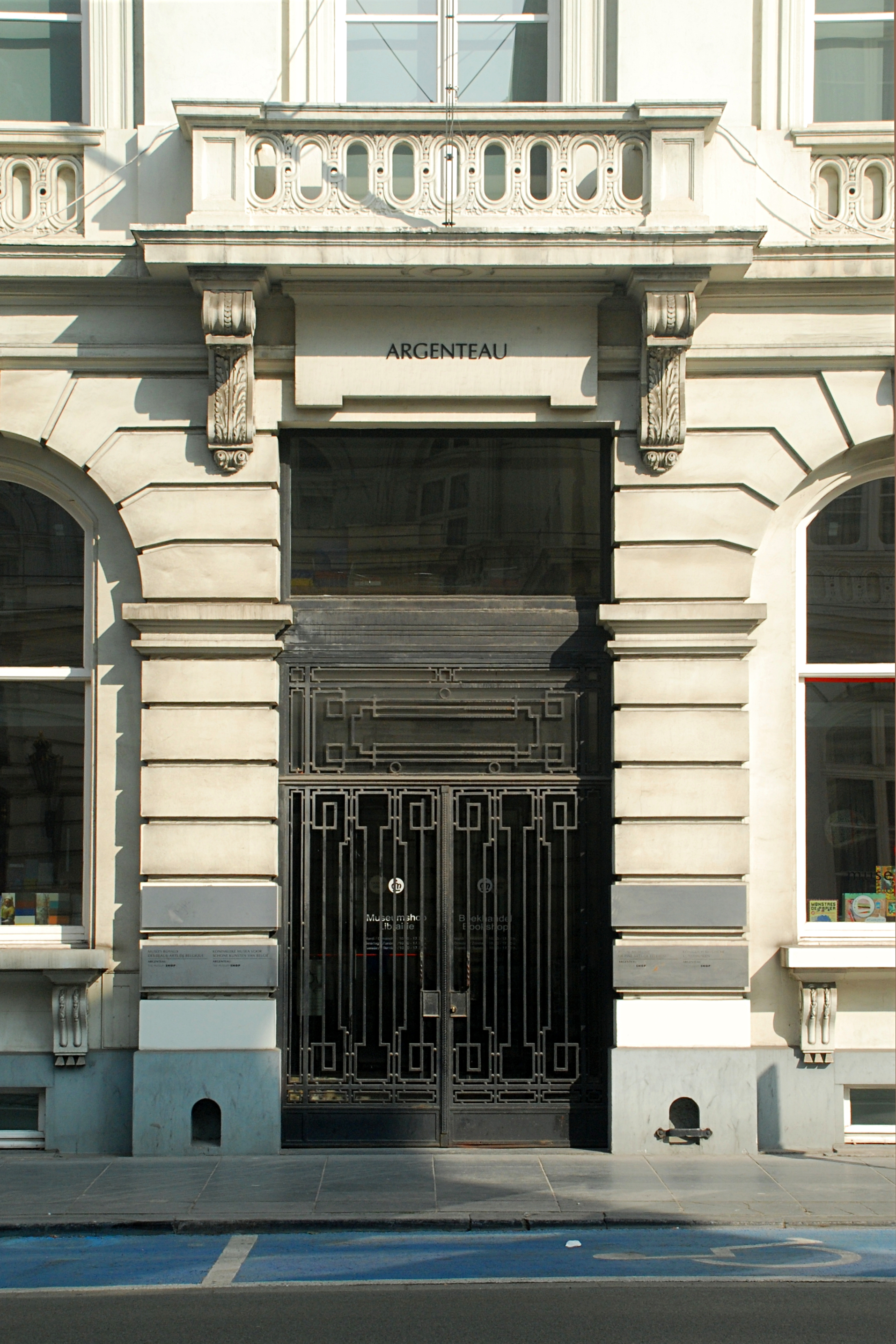
Hôtel des Brasseurs : porte de l'Hôtel d'Argenteau.
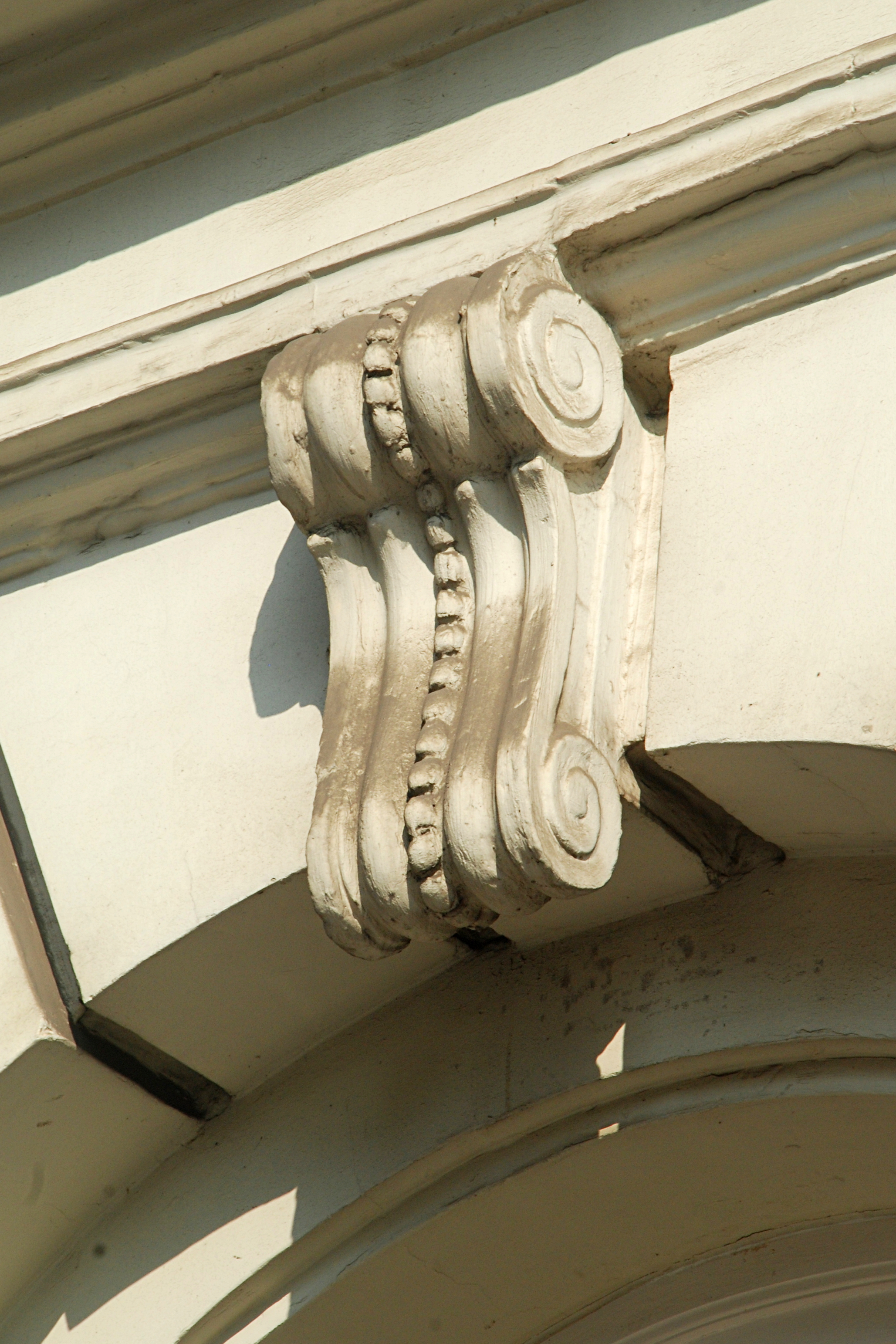
Clé d'arc.
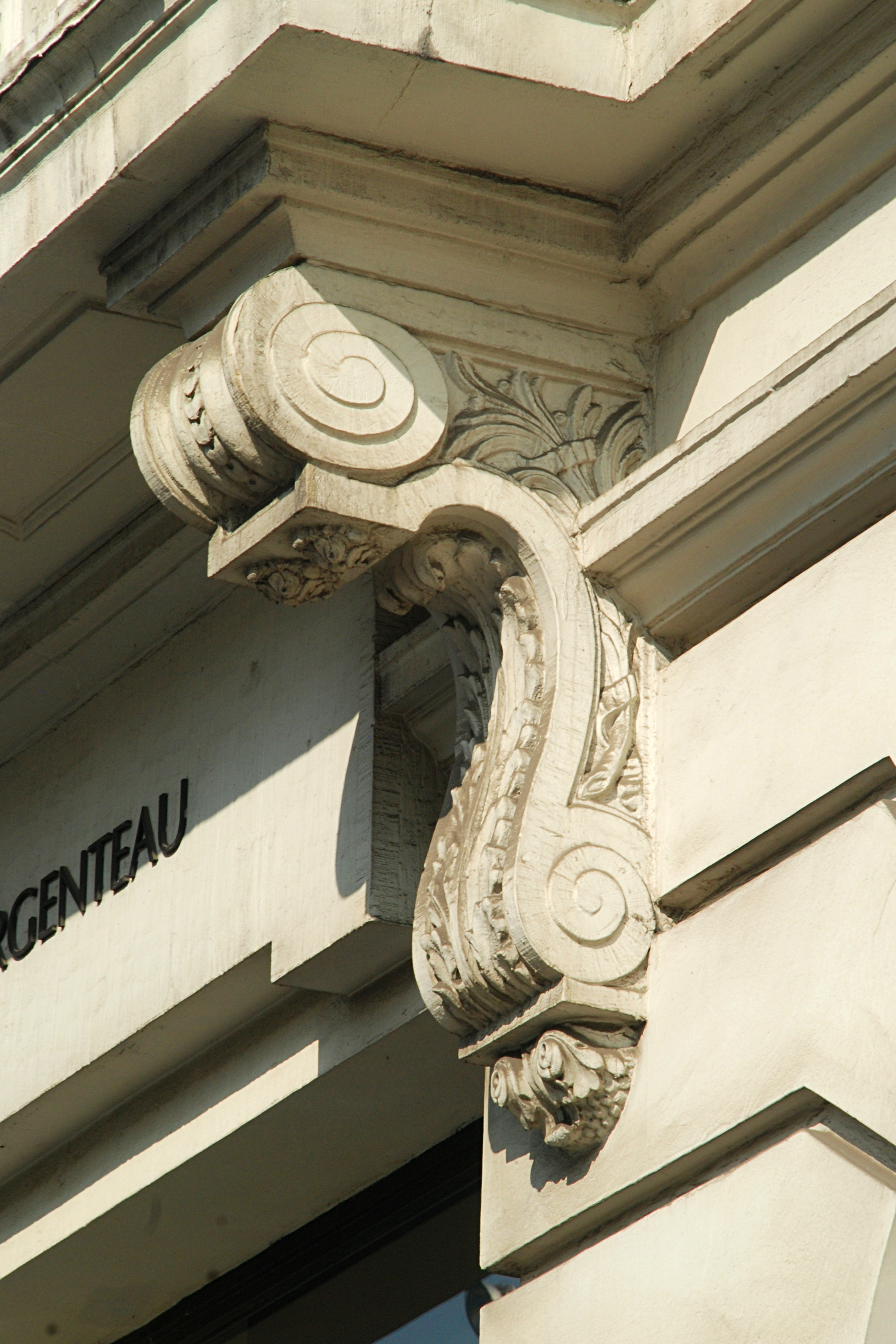
Console à volutes.
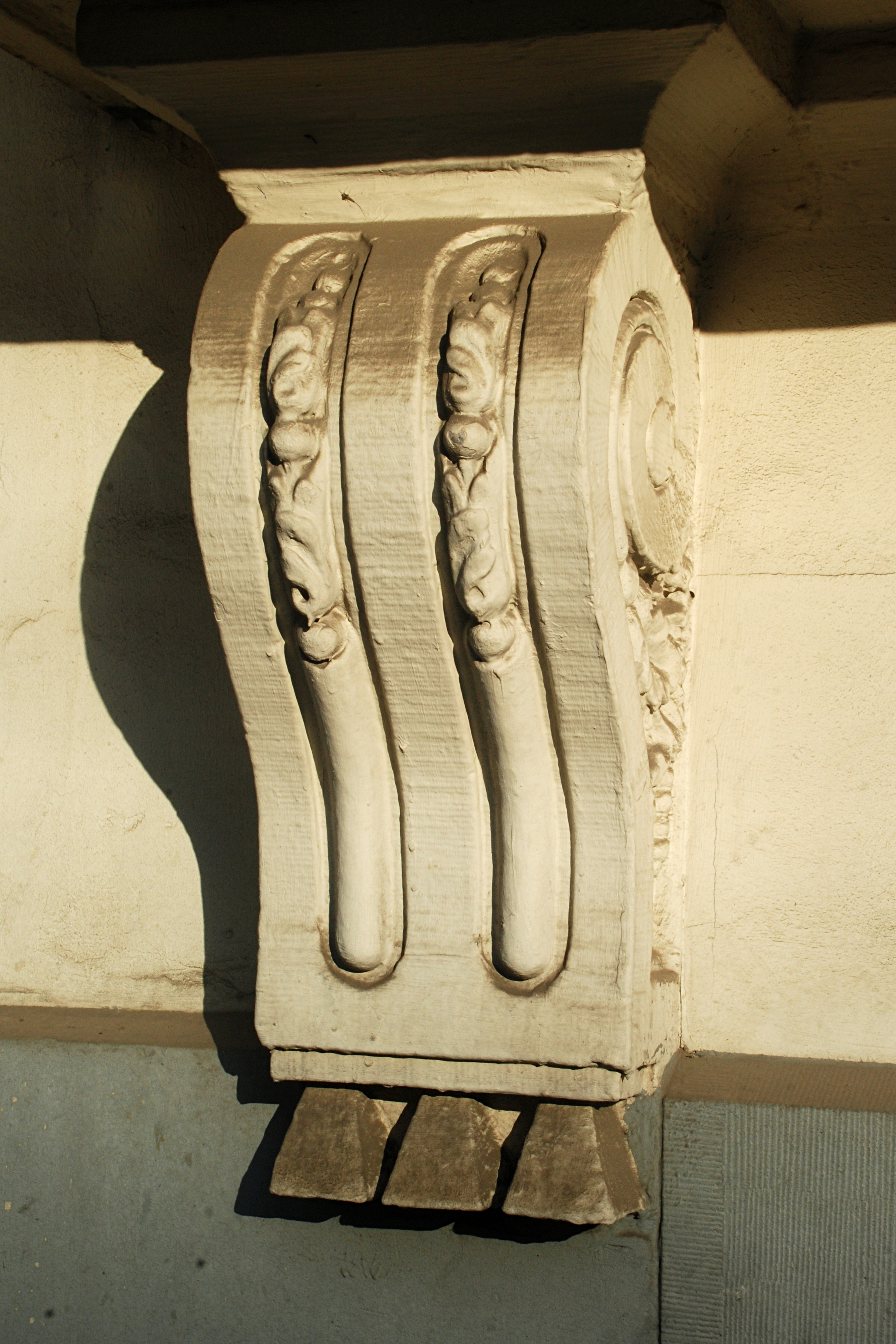
Corbeau à motif de gouttes et rudentures.

### Le portique de la rue du Musée
Au nord, le bâtiment est prolongé par un portique qui enjambe la rue du Musée et le relie à l'Hôtel du Lotto, qui abrite actuellement le Musée Magritte.
Ce portique, construit sur des plans de Guimard en 1780, est identique au portique de l'impasse du Borgendael et au portique de la rue de Namur situés de l'autre côté de la place, de part et d'autre des Hôtels de Coudenberg.
Le portique, dont la maçonnerie à bossages plats et à lignes de refend prolonge celle des immeubles, est constitué d'un portail central flanqué de deux arcades cintrées à imposte et clé d'arc.
Le portail est surmonté d'un cartouche et d'un entablement supporté par des consoles jumelées ornées de volutes et de feuilles d'acanthe encadrant des têtes de lions.
Il est sommé d'une balustrade en attique et de vases de pierre ornés de guirlandes de laurier.

## Accessibilité
| ___ | Ce site est desservi par les stations de métro : Gare Centrale et Parc. |